# Gustav Adolf Seiler (Politiker)

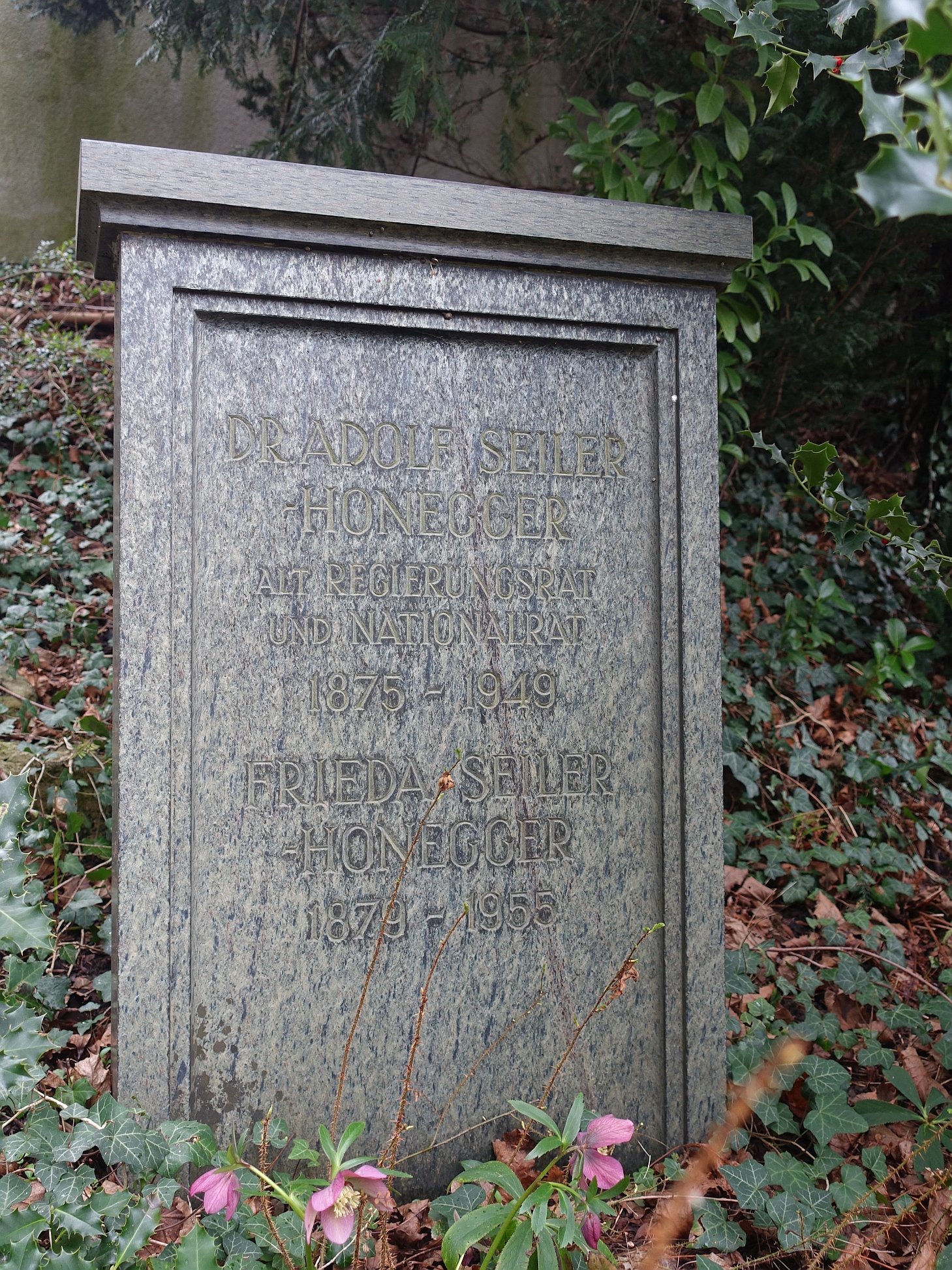
Grabstein auf dem Friedhof Liestal.

Gustav Adolf Seiler (* 4. Mai 1875 in Frauenfeld; † 7. März 1949 in Liestal) war ein Schweizer Politiker.

## Leben
Seiler, Sohn des Lehrers und Philologen Gustav Adolf Seiler, besuchte die Schulen in Liestal und Basel, absolvierte in Basel und Leipzig ein Rechtsstudium und erhielt 1899 den Titel Dr. iur. Von 1901 bis 1922 war er Rechtsanwalt in Liestal sowie bundesrätlicher Vertreter in der Pfandbriefbank der Schweizerischen Hypothekarinstitute.
Von 1904 bis 1910 war Seiler Präsident des Baselbieter Kriminalgerichts und von 1911 bis 1922 für die Demokratisch-Volkswirtschaftliche Vereinigung Baselbieter Landrat, wo er von 1916 bis 1917 Präsident war. Seiler sass nach den Parlamentswahlen 1914 bis 1943 im Nationalrat und präsidierte dort die Finanzkommission sowie die Kommission für das Strafgesetzbuch. Von 1922 bis 1939 war er Baselbieter Regierungsrat, wo er die Finanz- und Militärdirektion innehatte. 
Seiler war prominenter Führer der Bewegung für das selbständige Baselbiet, hatte verschiedene Verwaltungsratsmandate und war ab 1936 Ehrenbürger von Liestal.